# Iltpartialtryk
Iltpartialtryk er den del af det totale tryk i en gasblanding (hvor ilt er en af de gasser der består i blandingen) ilten ifølge Daltons lov repræsenterer.
I atmosfærisk luft er der ca. 21 % ilt og ca. 79 % kvælstof, ved et tryk på en atmosfære udgør iltpartialtrykket således 0,21 atmosfære.

PpO2 = FO2 * PTotal
Hvor:
- PpO2 er iltens partialtryk
- FO2 er fraktionen af ilt, dvs. iltprocenten (f.eks. 0,21)
- PTotal er det totale tryk i gasblandingen